# ميدان هارفارد
ميدان هارفارد هو ساحة مثلثة عند تقاطع شارع ماساتشوستس [الإنجليزية] وشارع براتل [الإنجليزية] وشارع جون إف كينيدي بالقرب من وسط كامبريدج في ولاية ماساتشوستس في الولايات المتحدة. يستخدم مصطلح «ميدان هارفارد» أيضًا لتحديد المنطقة التجارية وحرم جامعة هارفارد المحيط بهذا التقاطع الذي يعد المركز التاريخي لكامبردج. يقع بجوار ميدان هارفارد المركز التاريخي لجامعة هارفارد. يعمل الميدان (كما يطلق عليها أحيانًا محليًا) كمركز تجاري لطلاب جامعة هارفارد بالإضافة إلى سكان غرب كامبريدج والأحياء الغربية والشمالية والضواحي الداخلية لبوسطن. يُخدم ميدان هارفارد عن طريق محطة هارفارد [الإنجليزية] وهي محطة رئيسية لمترو الأنفاق ومحور النقل بالحافلات تتبع لهيئة النقل بخليج ماساتشوستس.